# 细胞焦亡
細胞焦亡（pyroptosis）简称焦亡，是一種高度炎症形式的“溶解性細胞程序性死亡方式”，最常发生在感染胞内病原体时，很可能构成抗菌反应的一部分。此过程通过去除胞内复制龛（replication niches）并增强宿主防御反应，从而促进各种细菌、病毒、真菌和原生动物感染的快速清除。焦亡可在免疫细胞中发生，也有报道发生在角质形成细胞和一些上皮细胞中。
焦亡不同于凋亡，比細胞凋亡發生得更快；焦亡依赖于胱天蛋白酶-1/4/5，且伴有大量促炎症因子释放。焦亡表现为細胞不斷脹大直至細胞膜破裂，导致细胞内容物及促炎症因子大量釋放，進而激活强烈的炎症反应，激發其他免疫細胞抵抗感染並導致組織炎症；是机体一种重要的天然免疫应答，在抗击感染中发挥重要作用。
细胞焦亡的名称来源于其英文“pyroptosis”中的词根“pyro-”为“火焰”之意。

## 歷史
在感染革蘭陰性志賀氏菌小鼠巨噬細胞的研究中，Chen等首次報道胱天蛋白酶1依賴性的細胞死亡。志賀氏菌侵入人類宿主結腸黏膜，並且感染固有層的吞噬細胞，從而導致廣泛的巨噬細胞死亡和膿腫形成。1992年，Zychlinsky等所進行的研究發現，弗氏志賀氏菌可誘導感染的宿主巨噬細胞發生程序性死亡，但被認為是細胞的凋亡作用。因為其與細胞凋亡具有某些共同特徵，包括DNA片段化、核凝聚和胱天蛋白酶依賴性。1999年，對沙門桿菌感染的巨噬細胞的研究也證實存在胱天蛋白酶1依賴性程序性死亡方式，同時伴隨大量促炎性細胞因子釋放，而與胱天蛋白酶3、胱天蛋白酶6、胱天蛋白酶7的激活無關。2001年，Brennan和Cookson首次用「Pyroptosis」來描述這種獨特的程序性細胞死亡方式，其中「pyro」是指「促炎介質的釋放」，「ptosis」表示「下降」，而Pyroptosis則被稱為「細胞焦亡」，從而把這種具有促炎和細胞溶解性質的新型細胞程序性死亡途徑同細胞凋亡、壞死區分開來。2011年，在觀察鼠感染傷寒沙門氏菌的巨噬細胞死亡時，再次證實細胞焦亡是一種新的細胞程序性死亡。細胞焦亡被重新定義為「由Gasdermin蛋白介導的一種程序性細胞壞死」。更深入的研究發現，這是一種新的程序性細胞死亡方式，不依賴於細胞凋亡相關的胱天蛋白酶3的活性，而是由胱天蛋白酶1介導，且胱天蛋白酶1特異性阻斷劑和胱天蛋白酶1基因剔除的巨噬細胞可以阻止，並且抵抗弗氏志賀氏桿菌所誘導的巨噬細胞死亡；而胱天蛋白酶3或p53缺失的巨噬細胞卻不能抵抗細胞死亡。此外，在李斯特菌、嗜肺軍團菌、假結核耶爾森菌、綠膿桿菌等病原體感染的巨噬細胞中也證實存在胱天蛋白酶1依賴性的細胞程序性死亡。

## 特徴
細胞凋亡是生理性主動自發的程序性細胞死亡方式，而細胞焦亡則是高度炎症性的程序性細胞死亡方式。細胞焦亡在形態學上同時具有部分細胞凋亡和細胞壞死性死亡的特徵，但細胞焦亡的生物學效應及細胞形態學等又有別於細胞凋亡。發生焦亡的細胞因胞膜微孔的形成，會失去了調控物質進出的能力、打破胞膜兩側的渗透平衡，以及導致IL-1β和IL-18、高遷移率族蛋白-1等炎症因子及促炎介質的釋放，細胞此時充滿液體呈氣球樣，質膜從細胞骨架脫離。最終細胞脹破及溶解，胞質內容物被釋放到外界，並且因對鄰近細胞產生促炎信號，募集到更多的炎症細胞，而引發明顯的炎性反應。細胞焦亡會出現輕微的去氧核糖核酸（DNA）損傷和染色體濃縮現象，並且在末端脫氧核苷酸轉移酶所介導的TUNEL檢測中顯示陽性反應，焦亡細胞的DNA降解程度和TUNEL染色強度，不像細胞凋亡般有高且有少量的梯帶狀DNA的存在，此時焦亡細胞的胞核仍然保持完整，無核碎裂表現，僅出現輕度的核濃縮，並且在胞核周圍形成球形囊泡。胞質載有細胞器也保持完整，但其功能何時喪失目前仍然不清楚，有研究指出發生焦亡的骨髓來源巨噬細胞，在胞膜穿孔形成1分鐘內，線粒體就停止了活動。焦亡細胞在最終溶解之前，會形成直徑約為1至5微米的焦亡小體，而游離的焦亡小體可以被吞噬細胞吞噬，或者作為細胞間傳遞物質和信息的載體。

## 機制

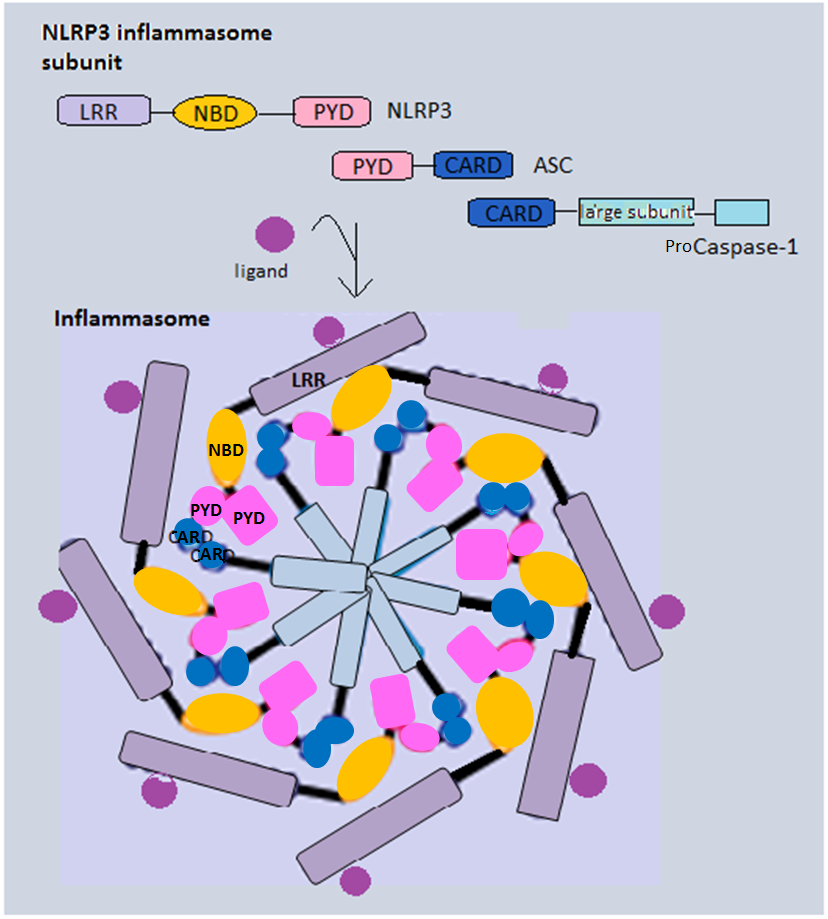
炎性小体，一种可介导 胱天蛋白酶1激活的多蛋白复合物。炎性小体的失调也与多种自身炎症性疾病和自身免疫性疾病相关。

Nod樣受體負責識別細菌、病毒，以及宿主內源性分子和有毒外來物，並且令炎症小體檢測到危險信號後，由PRRs募集必要成分並組裝，從而刺激下游胱天蛋白酶1的激活。GSDMD蛋白是炎性胱天蛋白酶的關鍵焦亡底物，含有的480個氨基酸，能被分為兩個結構域，並且能通過一個長圓環相互聯繫，該圓環中的天冬氨酸位點上能被胱天蛋白酶所裂解，產生具有激活細胞焦亡作用的N-端及自我抑製作用的C-端。胱天蛋白酶1/4/5/11的激活一方面切割GSDMD蛋白，令GSDMD蛋白N-末端及C-末端之間的長圓環連接斷開，產生成孔蛋白GSDMD-NT，從單體變成寡聚物，並且轉移至細胞膜上，因其會與心磷脂及磷脂酰肌醇或脂質混合體結合而打亂了細胞膜的結構，形成直徑約為10至20 nm且允許水分子等物質進入細胞的活性孔隙，引起腫脹及裂解，最終導致細胞焦亡。作為單獨構建體的GSDMD-C和GSDMD-N可形成穩定相互作用，足以抑制GSDMD-N的細胞毒性。另一方面，胱天蛋白酶1/4/5/11的激活使炎症因子IL-1β及IL-18成熟並釋放。儘管細胞焦亡本身不需要這兩種細胞因子，其釋放有助於促進及加重焦亡所引起的炎症反應。

## 活化途徑
目前普遍認為經典細胞焦亡途徑即為經由胱天蛋白酶1介導發生的細胞焦亡途徑，並且由一系列能夠形成炎性小體的模式識別受體所觸發。炎性小體是細胞質中由多種蛋白組成的復合物，主要包括細胞質內的Nod樣受體、適配器蛋白和半胱氨酸蛋白酶-1前體。每個炎性小體通常包含1個胱天蛋白酶的激活和募集域 (CARD) 和1個PYRIN域（PYD），而僅含有1個PYD的炎性小體需通過PYCARD蛋白進行信號轉導，而含CARD的炎性小體則可通過PYCARD蛋白或直接與凋亡蛋白酶-1信號轉導。其中最常見的是NOD樣受體，通過識別同源配體的方式，與PYCARD蛋白結合，形成大分子復合物，進而激活胱天蛋白酶-1，並且促進介白素-1β及介白素-18的分泌。之後炎症因子穿過細胞膜膜孔，過度啟動細胞免疫，繼而誘導細胞焦亡。細胞焦亡存在着非經典細胞焦亡途徑，然而相關機制尚不明確，故需更多的研究進一步深入探索。人類體內缺乏胱天蛋白酶-11，而這種細胞內脂多糖相關信號通路目前尚不清楚。人類的胱天蛋白酶-4、胱天蛋白酶-5作為胱天蛋白酶-11的相似物，能直接與脂多糖結合，激活與胱天蛋白酶-11類似的細胞焦亡過程。

## 通路中涉及的因素

### TLR
類鐸受體（即Toll樣受體、TLR）負責識別位於細胞表面或內體中的病原相關分子模式，並且啟動信號通路，包括核因子活化B細胞κ輕鏈增強子和絲裂原活化蛋白激酶
的激活，進而負責產生IFNα/β、TNF和IL-12等炎性細胞因子。此外，因出現由半胱氨酸介導的胱天蛋白酶1加工，IL-1β前體和IL-18前體被釋放。

### NLR
NOD樣受體（NLR）由20多個子集組成，包括NOD1、NOD2、NLRP3及NLRC4等，可以識別到引入宿主細胞胞質溶膠中的細菌、病毒和有毒異物。經識別後，NOD1和NOD2的功能類似於Toll樣受體，產生和加工炎症細胞因子。其中的一些子集（例如NLRP3）也可以激活胱天蛋白酶1依賴性的細胞焦亡，伴隨細胞膜小孔形成，並且受到細胞鉀外排的進一步刺激。 NLRC4可以特異性識別鞭毛蛋白，然後觸發胱天蛋白酶1依賴的焦亡。NOD樣受體會識別分子模式的危險信號，並且積聚炎症小體。

## 臨床意義
細胞凋亡通過引起病理性炎症而充當着抵抗感染的防禦機制。炎性小體的形成和胱天蛋白酶1的活性決定了病原體分解和疾病之間的平衡。在健康的細胞中，胱天蛋白酶1激活了可通過引入細胞死亡來限制病原體的生長，來幫助抵抗沙門氏菌和志賀氏菌引起的感染。當檢測到危險信號時，休眠細胞將被激活以進行焦亡，並且產生炎性因子IL-1β和IL-18。 IL-18將刺激干擾素-γ的產生，並且引發輔助型T細胞-1反應的發展，而TH1反應趨向釋放能夠指導清除病原體的細胞因子。細胞活化會導致細胞因子水平的增加，增加炎症的效果，繼而隨著感染的進行而促進適應性反應的發展。最終將清除病原體。然而，持續的炎症反應會產生過多且有害的免疫細胞。如果這個情況持續下去，就會發生代謝紊亂、炎症性疾病，以及與慢性炎症相關的肝損傷。

### 胰島素抗性
胰島素與胰島素受體結合後，通常會啟動下游激活的信號級聯通路，如PI3K-AKT和MAPK-ERK信號通路途徑等，進而起到調節血糖的作用。胰島素抵抗的發生會導致胰島素的靶器官脂肪、肝臟和骨骼肌對葡萄糖的調節能力降低。細胞焦亡的發生以及casepase-1和IL-β的分泌，在糖尿病患者胰島素抵抗的形成中充當重要角色。
細胞焦亡直接影響脂肪細胞的成熟與分化，相應功能的蛋白表達會受到影響，而抑制casepase-1可以增加脂肪細胞成熟的相關蛋白過氧化物酶體增殖物活化受體，並且影響到Glut4（一種胰島素代謝途徑中的關鍵蛋白）和胰島素增敏激素脂聯素的表達。實際上，IL-1β也有相似的作用，因為用IL-1β處理的脂肪細胞分化為成熟脂肪細胞的能力會降低，同時出現胰島素抵抗和葡萄糖攝取能力降低的情況。細胞焦亡可以引起胰島素代謝通路的障礙，因為有脂肪組織慢性炎性反應的發生，而慢性炎性反應則是胰島抵抗發生的原因之一，細胞焦亡可以引起脂肪組織中的CD4+和CD8+ T細胞增多，並且影響巨噬細胞的數量，減少促炎細胞因子腫瘤壞死因子-α和趨化因子Ccl20和CXCL1的表達。
炎性反應在胰島素抵抗中起著因果作用，抑制相應的炎性反應可以改善胰島素抵抗，脂肪組織中激活的T細胞數量減少，可以降低炎性反應，並且改善胰島素作用。如果靶向抑制炎性細胞因子，胰島素相關信號通路可以得到改善。不僅葡萄糖轉運作用會增加、葡萄糖攝取的關鍵蛋白Irs-1和Glut4的表達，以及傳導信號通路的AKT磷酸化水平也會提高。

### 糖尿病
糖尿病是引起血液代謝物與腸道菌群的改變是引起細胞焦亡的兩個關鍵因素。糖尿病會引起高血糖，而高血糖引起血液中磷脂酶C及二酰基巰基乙醇的形成，並且激活蛋白激酶C，繼而引起菸酰胺腺嘌呤二核苷酸磷酸氧化酶系統產生活性氧類（ROS），最終激活NLRP3焦亡小體，引起細胞焦亡。有研究指出NLRP3基因的表達會在高血糖和高血脂動物模型中提高。糖尿病的其他一些代謝物如β-澱粉樣蛋白、神經酰胺、三磷酸腺苷和尿酸等都可以激活NLRP3焦亡小體，促進糖尿病的發展。此外，游離脂肪酸通過產生ROS或內質網應激，誘導NLRP3焦亡小體的激活，繼而引起細胞焦亡的發生。
糖尿病患者體內的焦亡小體與腸道微生物有明顯的相關關係，並且與腸道中致病細菌與介白素-1、介白素-18和胱天蛋白酶1的釋放有關。目前尚不清楚腸道微生物激活細胞焦亡的具體機制，但是可能與腸道菌群結構改變、腸道菌群的代謝產物的改變，以及腸道結構完整性有關。糖尿病患者體內革蘭陰性桿菌的比例會上升，而促進宿主腸道新陳代謝及保持腸道完整性的丁酸鹽的產生會減少，令腸道屏障功能受到破壞，並進一步引起血液中的脂多糖上升，而脂多糖會激活非經典細胞焦亡通路，引致細胞焦亡的發生及IL-1A的釋放。有研究指出秋水仙素及不飽和脂肪酸等也可以抑制糖尿病患者胰島的細胞焦亡，減緩糖尿病進程及併發症的發生。

### 低溫症
炎症小體的基因編碼突變是會導致一組稱為cryopyrinopathies的炎症性疾病。該組炎症性疾病包括Muckle-Wells綜合徵、寒冷型自身炎症綜合徵（cold autoinflammatory syndrome）、慢性嬰兒神經性皮膚和關節綜合徵，均表現出突然發燒和局部炎症的症狀。在這種情況下，突變的基因是NLRP3，因阻礙了炎性體的激活而導致IL-1β的過量產生。這種效果稱為功能獲得（gain-of-function）。

### 人類免疫缺陷病毒及愛滋病
最近的研究表明，胱天蛋白酶1介導的細胞焦亡通過人類免疫缺陷病毒（HIV）驅動CD4 T細胞的消耗和炎症，這兩個標誌性事件促使HIV疾病發展為艾滋病。儘管發燒是通過去除細胞內復制壁，並通過釋放促炎性細胞因子和內源性危險信號來增強宿主的快速限制和清除感染的能力，但在病原體炎症（例如由HIV-1引起的炎症）中，這種焦亡是不根除主要刺激。它實際上似乎造成了一個致病性的惡性循環，其中垂死的CD4 T細胞釋放出炎症信號，從而將更多的細胞吸引到感染的淋巴組織中而死亡，並且產生慢性炎症和組織損傷。使用安全且有效的胱天蛋白酶1抑製劑有可能打破這致病週期。這些藥物可以為感染HIV的受試者提供一種針對宿主而不是針對病毒的新穎抗愛滋病療法。值得注意的是缺乏胱天蛋白酶1的小鼠正常發育，目前認為抑制這種蛋白會對HIV患者產生有益而非有害的治療作用。

### 感染性疾病
宿主細胞被病原體入侵後，這些病原體能夠在含有病原體的液泡或細胞質中進行複製。細胞焦亡能清除病原體所利用的地方，釋放已死亡的宿主細胞的內容物，從而為炎症級聯反應提供強有力的信號，局部炎性反應則導致免疫細胞的招募和啓動，最終導致病原體從宿主體內清除。同時DNA和RNA病毒也可以激活炎症小體，並且引起細胞焦亡，如未受感染的肝細胞感染丙型肝炎病毒後可引致胱天蛋白酶1依賴性的焦亡。